# Kei Koizumi
Kei Koizumi (jap. 小泉 慶 Koizumi Kei; ur. 19 kwietnia 1995 w Adachi) – japoński piłkarz występujący na pozycji pomocnika. Obecnie występuje w Albirex Niigata.

## Kariera klubowa
Od 2014 roku występował w klubie Albirex Niigata.